# 小行星5072
小行星5072（英語：5072 Hioki）是一颗围绕太阳公转的小行星。1931年10月9日，卡尔·威廉·雷睦斯在海德堡发现了此天体。
这颗小行星的绝对星等为1.08196221255403等。